# Bilan d'aptitude délivré par les grandes écoles
Pour les articles homonymes, voir BADGE.
Un bilan d'aptitude délivré par les grandes écoles (Badge) est un label français de validation des acquis professionnels créé en 2001 par la Conférence des grandes écoles destiné principalement aux titulaires d'un Bac + 2 (niveau III).

## Présentation
D'après le règlement d’organisation des programmes de formation accrédités par la Conférence des grandes écoles, « "Le Badge … de l’Ecole …" est une marque collective, propriété de la Conférence des grandes écoles, attribuée à une formation spécifique organisée par une école membre de la CGE. Il s’adresse principalement aux titulaires d’un Bac + 2, ou un titre homologué niveau III, ayant une expérience professionnelle en rapport avec l’objet de la demande d’au moins trois ans. ».
Sont recevables les candidatures d’étudiants titulaires d’un des diplômes suivants :
- Baccalauréat + 2 ou titre homologué niveau III, et ayant une expérience professionnelle en rapport avec l’objet de la demande d’au moins trois ans ;
- Baccalauréat et justifiant d’une expérience professionnelle significative en rapport avec l’objet de la demande d’au moins cinq ans.

Le programme du Badge comprend nécessairement un certain nombre d’éléments communs : au moins 200 heures de cours, incluant des enseignements théoriques, des travaux pratiques, des projets en équipe et éventuellement de l’enseignement à distance ainsi qu'une épreuve de validation finale.
Le programme se déroule sur une période allant de 7 semaines à 24 mois maximum, sous réserve d’une alternance formation — entreprise lorsque la période est supérieure à 6 mois et correspond à de 15 à 25 crédits ECTS.
Les domaines de formations proposés sont variés (management, gestion, télécommunications, etc.) et adaptés aux besoins des entreprises.